# Большая Ольшанка (Саратовская область)

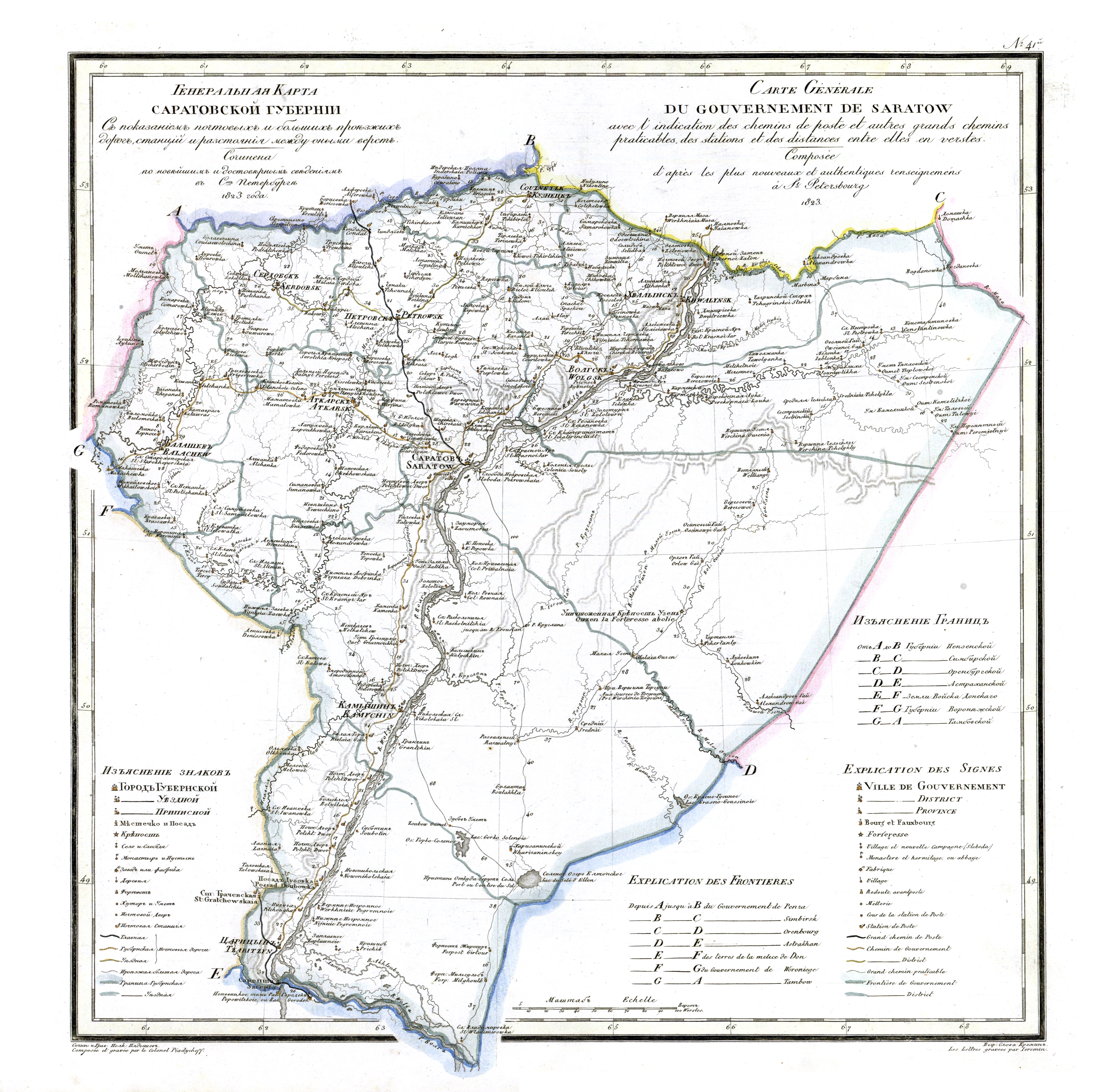
Карта Саратовской губернии, 1821 год.

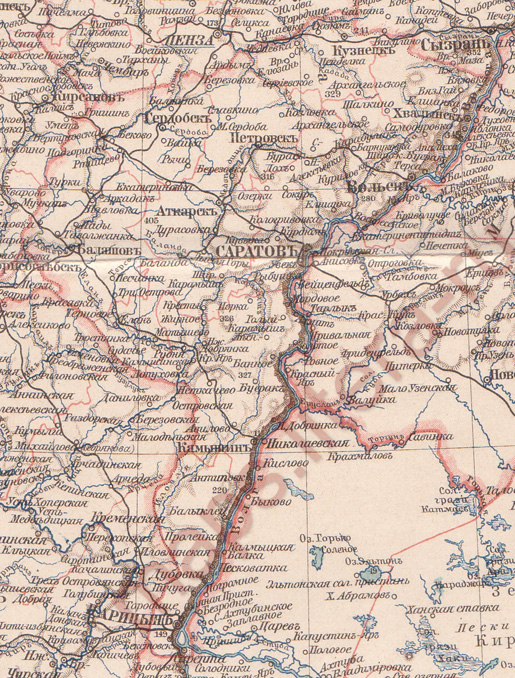
Карта Саратовской губернии, 1896 год.

Больша́я Ольша́нка — село в Калининском районе Саратовской области Российской Федерации.
Поселение расположено на берегах реки Баланда, в 13,9 км от районного центра, в 140 км от Саратова, у автомобильной дороги А144, E38. 

## Название
На карте Саратовской губернии 1821 года  имеет название — Алшанка (Alchanka), а на «трёхверстке» — Ельшан.

## История
В 1663 году на юго-восточной украине Русского царства была основана крепость Пенза, построенная по высочайшему указу Алексея Михайловича, для защиты торговых путей и населения государства от набегов неприятеля, ногайских и крымских татар. Дикопорожняя земля, за Пензенским валом, влекла служивых людей своими рыбными, звериными, лесными и сенокосными угодьями, и они подают правительству челобитные об отводе (даче) этих земель в их пользование и заселение, в поздней Пензенской провинции. Массовая раздача служилым людям и монастырям земель способствовала их быстрому заселению. Население в крае занималось земледелием, рыболовством, мелким ремеслом, торговлей, несением сторожевой службы, охраной и обороной своих поселений.
Населённый пункт Альшанка был основан донскими казаками Русской армии в 1724 году в Воронежской губернии, по другим данным переселенцами из Тамбовской и Пензенской губерний, и по другим источникам — 1765 год.
Во время второй ревизии владельцем сельца Баланды и деревни Альшанки был граф П. Б. Шереметьев. В книге А. А. Голомбиевского, Завальный стан Пензенскаго уезда по переписной книге 2-й генеральной ревизiи (1745 — 1747 годов). (Та часть стана, которая в настоящее время вошла в состав Саратовской губернiи) указано что помещицкая новая деревня Альшанка, имело 21 душу мужского пола, принадлежала действительному камергеру графу П. Б. Шереметьеву, от матери графини Анны Петровны, и его население переведено из села Казаковки Симбирского уезда.
В 1744 году эти земли входили в Завальный стан, Пензенского уезда. В 1777 году в Альшанке построили однопрестольную церковь (деревянную), в честь Богоявления Господня (Богоявленскую), освящённую четыре года спустя саратовским протоиереем Сергием Ивановым.
С 1780 года село входило в Аткарский уезд Саратовского наместничества
В XVIII веке, 14 марта 1798 года, рескриптом, окрестные земли, 38 000 (41 566) десятин, пожалованы Действительному тайному советнику графу Н. П. Шереметеву сыну графа П. Б. Шереметьева (куплены графом), одновременно с землей раздавались и жившие на ней крестьяне, позже вотчина графа Д. Н. Шереметьева. Так, были закрепощены графом Шереметевым крестьяне села Баланда и деревни Ольшанка. Большой Ольшанкой она стала после создания в Баландинской вотчине графа Шереметьева, примерно в период с 1845 года по 1853 год, деревни Ольшанка (села Малая Дмитриевка (Ахтуба тож)).
С 1797 года в Саратовской губернии. С 1851 по 1918 год в Аткарском уезде.
С 1861 года по 1918 год существовала  Больше-Ольшанская волость.
На 1895 год в селе Большая Ольшанка существовало:
- крестьян 415 дворов, 911 душ муж. пола, 948 душ жен. пола;
- раскольников 74 двора, 164 душ муж. пола, 210 душ жен. пола;
- всего 489 дворов, 1 075 душ муж. пола и 1 158 душ жен. пола.

Больше-Ольшанская волость упразднена  12 ноября 1923 года, и вошла в состав Баландинской волости.
В период коллективизации и раскулачивания, по доносам односельчан, многие были высланы «на Севера», где до сих пор проживают их потомки.
В 1930-е годы населённый пункт входил в Нижне-Волжский, и позже в Саратовский край.

## Население
| 2002 | 2010 |
| ---- | ---- |
| 699  | ↘543 |

## Социальные объекты
- Муниципальное общеобразовательное учреждение средняя общеобразовательная школа (СОШ) с. Большая Ольшанка (ул. Центральная, дом № 4)[17]
- Клуб
- Отделение почтовой связи (ул. Подъездная, д. № 11)[18]
- Операционная касса № 3956/06, Сберегательного банка России (Сбербанк) адрес: 412451, Саратовская обл., Калининский р-н, с. Большая Ольшанка, ул. Подъездная, дом № 13[19]

## Достопримечательности
- Храм во имя Святых мучеников безсребреников Космы и Дамиана[20].
- Памятник погибшим односельчанам, в годы Великой Отечественной войны, где высечены имена 170 человек[21] (статуя военнослужащего стоящего на постаменте, со склонённой головой). Сооружён и установлен по инициативе жителей, подержанной председателем сельского совета, участником Великой Отечественной войны М. Г. Ковалёвым, на средства жителей села. Первоначально установлен возле восьмилетней школы, а в 1981 году был перенесён и благоустроен в центр села по инициативе директора советского хозяйства «Ольшанский» В. П. Сергушова[22].

## Экономика
В селе имеется:
- крестьянское хозяйство «О и С»[23].
- и другие.

## Были
- Церковь[20], деревянная однопрестольная, в честь Богоявления Господня была построена тщанием прихожан. При церкви позже была возведена деревянная колокольня. В приходе были церковно-приходская и земская школы. В штате причта состояли священник, диакон и псаломщик, дома для причта были церковно-общественные.
- Кузница
- Мельница — ветрянка.
- Графская усадьба.
- Колхозы:
  - один, по левую сторону реки Баланда, имени 2-й Пятилетки[24] (118 дворов[25]);
  - другой, по правую, «имени Будённого»[24] (124 двора[25]). Во время Великой Отечественной войны оба колхоза объединили, образовали один — «Россия».
  - «Ольшанский», с 23 мая 2005 года, конкурсный управляющий: Ильянов Илья Николаевич[26].
- Совхозы (с/х):
  - третье отделение с/х «Баландинский» (в пригороде рабочего посёлка Баланда), в 1957 году, позднее сменили название на «Калининский»
  - «Ольшанский» (выйдя из с/х «Калининский»).
- сельский производственный кооператив (СПК) «Ольшанское-2001»;
- Средняя школа;
- Детский сад;
- Контора;
- Баня с сауной и бассейном;
- Дом животновода;
- Комплекс крупного рогатого скота (КРС), 1971 год (начало строительства).

## Фотогалерея

Виды села
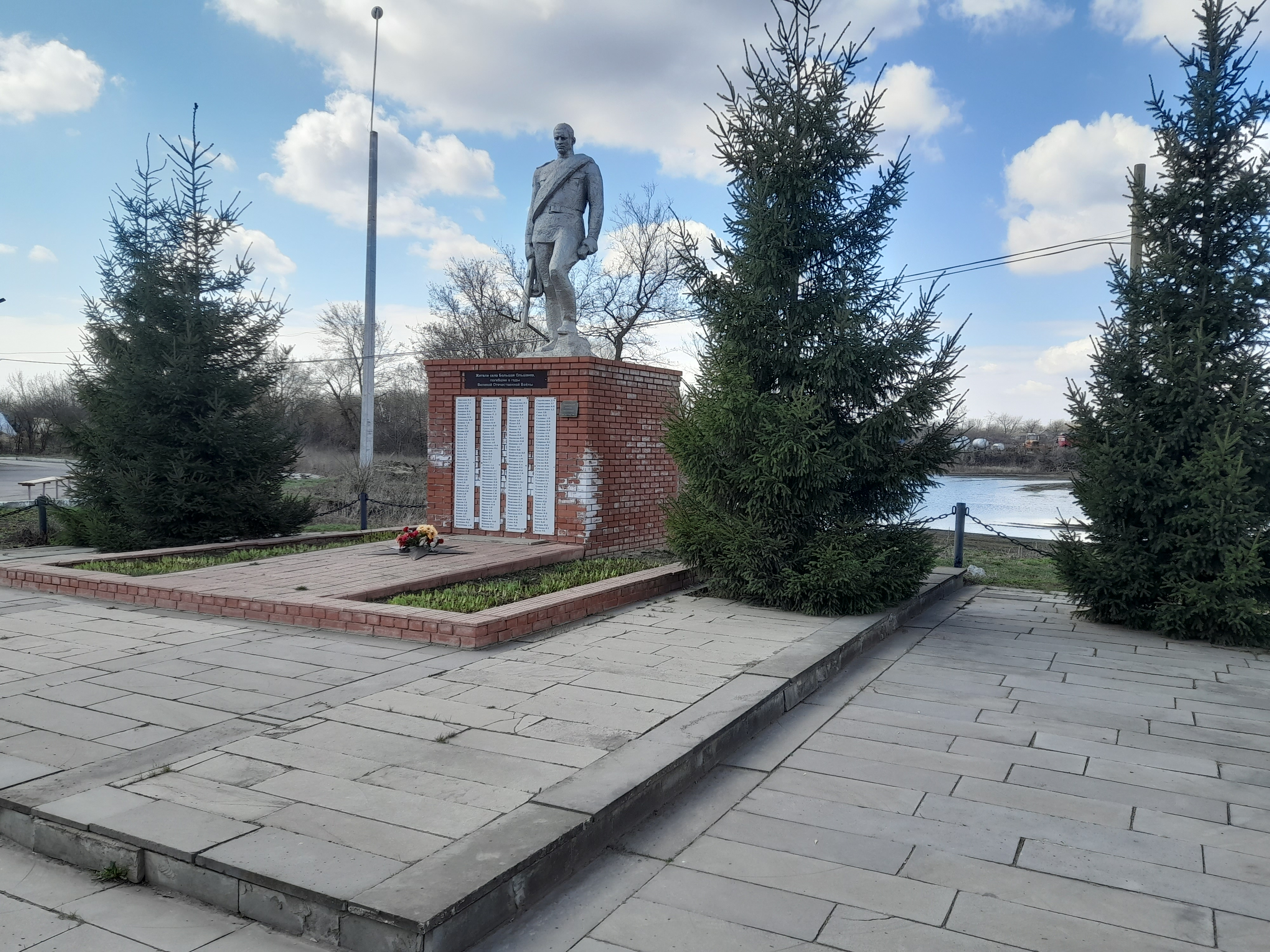
Памятник солдатам-освободителям и односельчанам, погибшим в годы Великой Отечественной войны
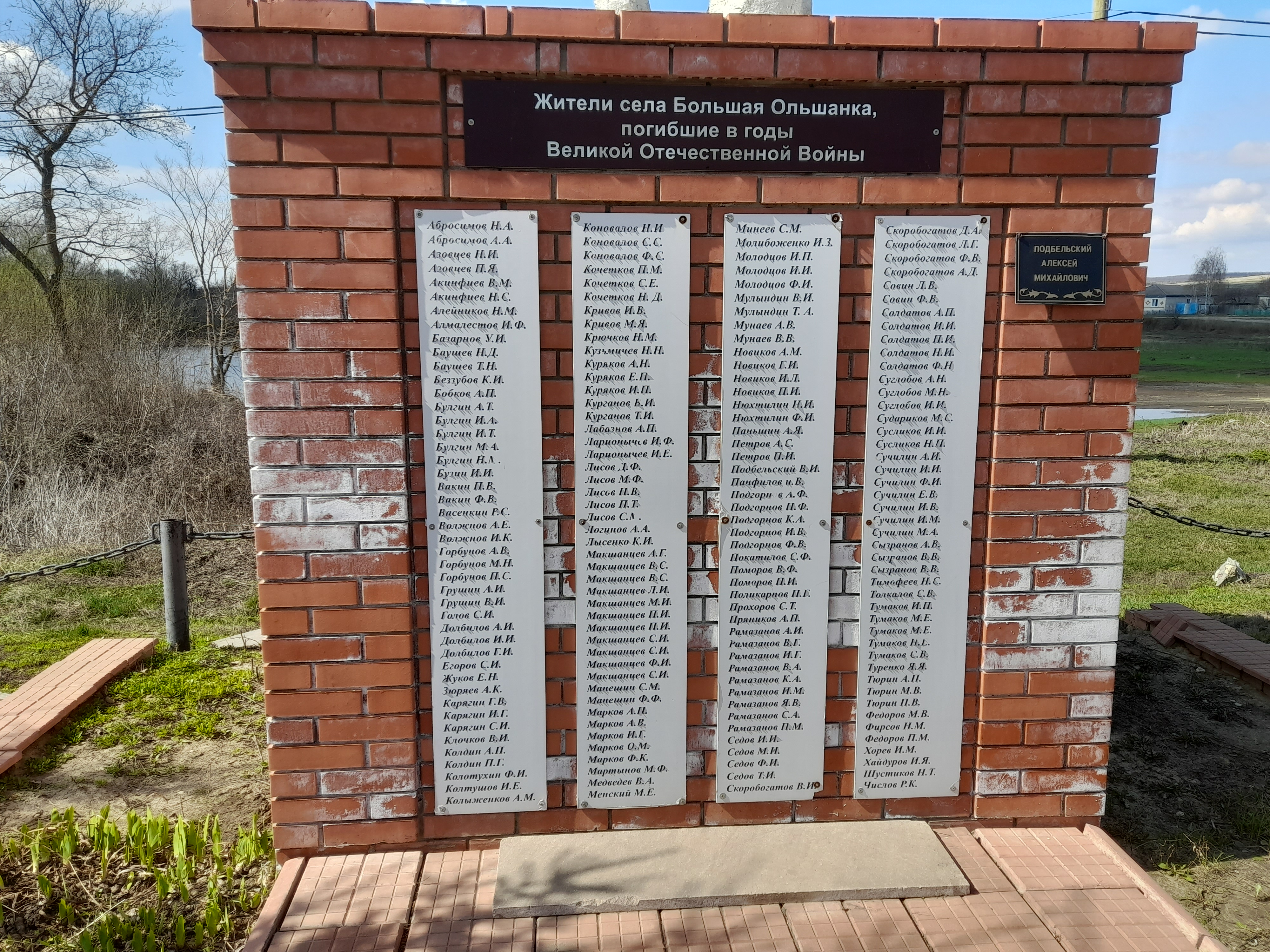
Список жителей села, погибших в годы Великой Отечественной войны
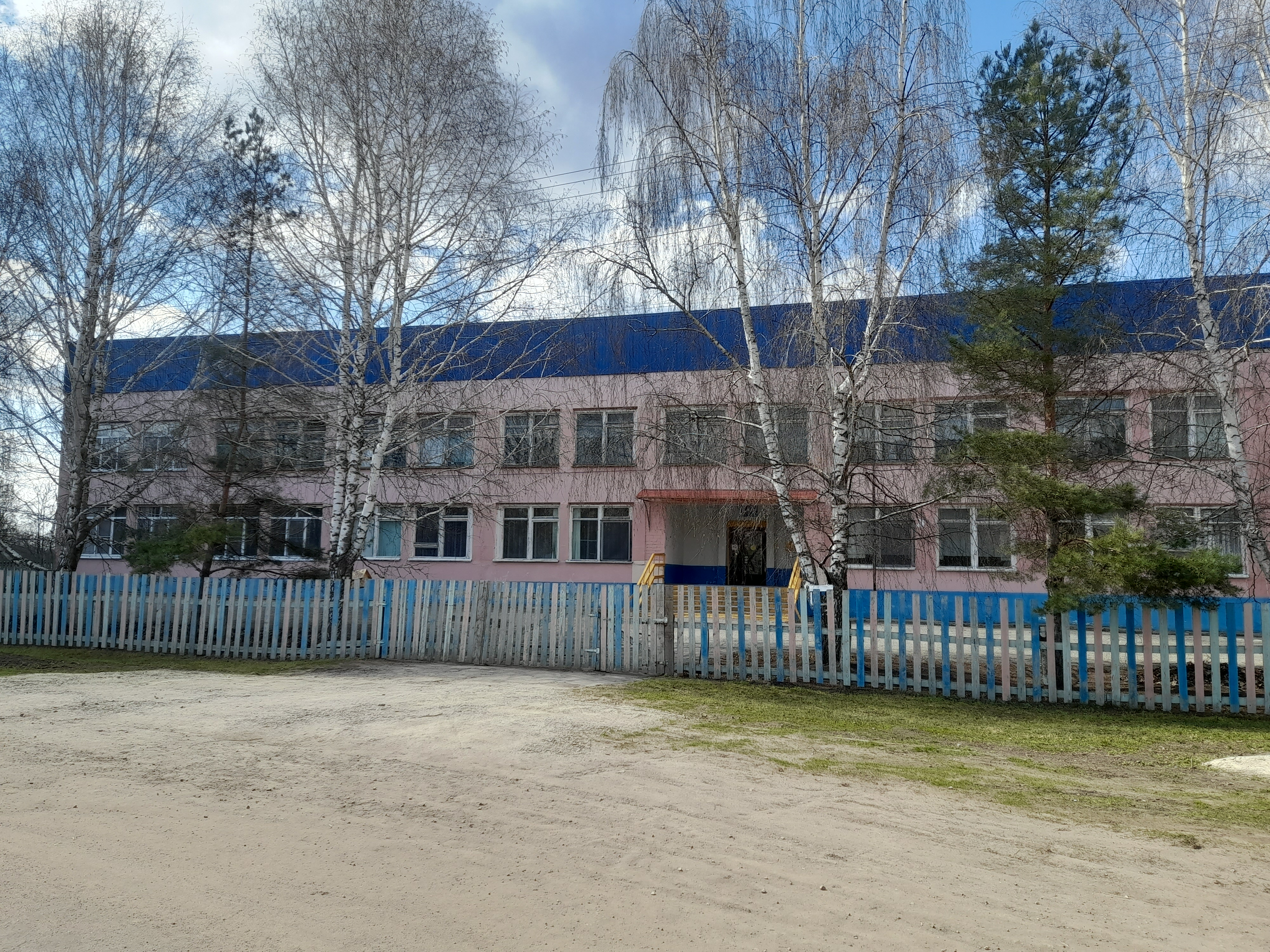
Школа
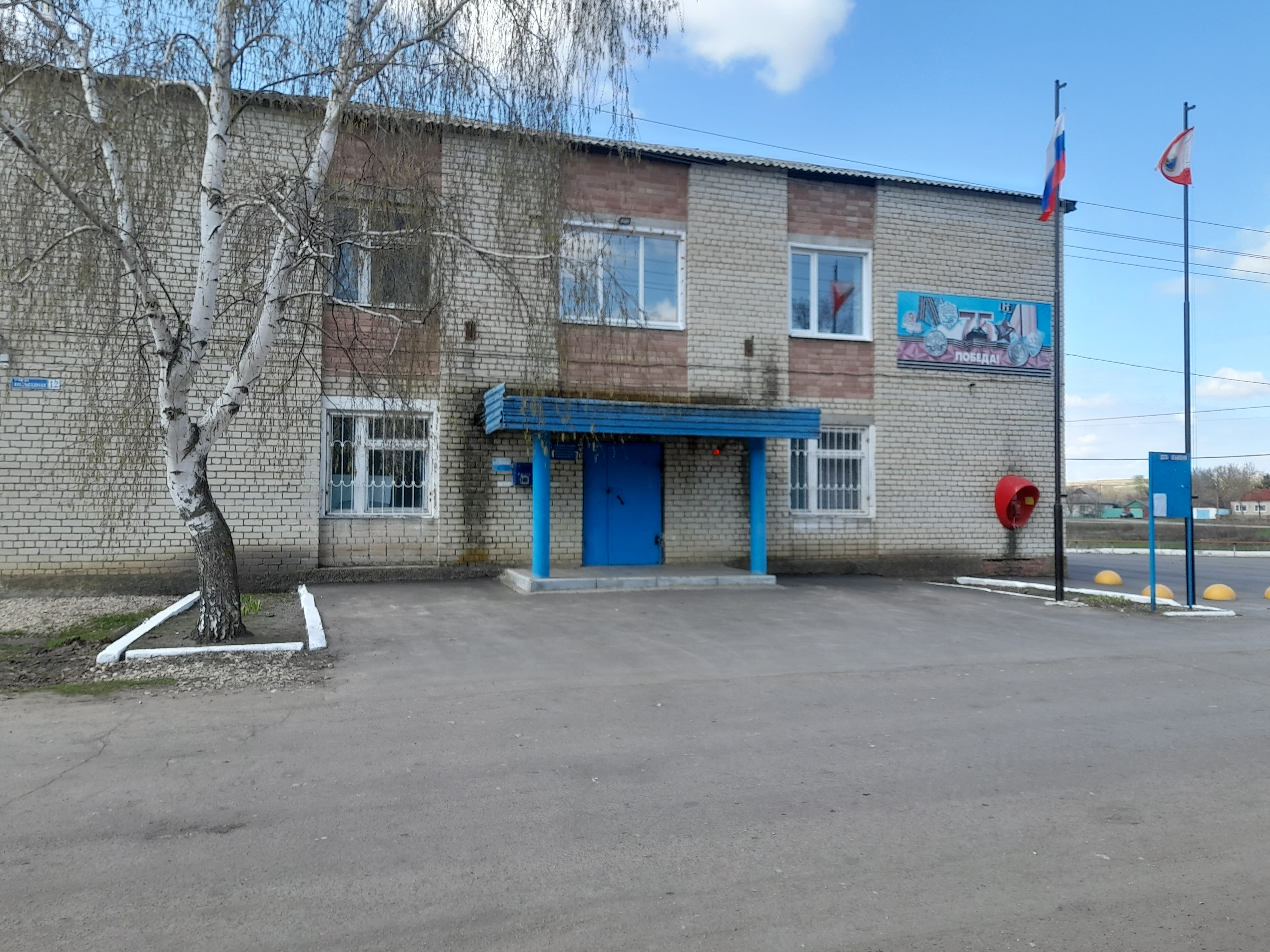
Администрация